# 洪渡河
洪渡河，是中国长江流域的一条河流，汇入乌江下游左岸，属于乌江水系。河长194千米，流域面积3664平方千米，多年平均流量91立方米每秒。自然落差981米。水能理论蕴藏量14万千瓦。